# خوزه ویلانیووا (بازیکن فوتبال)
خوزه ویلانیووا (انگلیسی: José Villanueva؛ زادهٔ ۱۶ اوت ۱۹۸۵) بازیکن فوتبال اهل اسپانیا است.
از باشگاه‌هایی که در آن بازی کرده‌است می‌توان به باشگاه فوتبال اتنیکوس اچنا و باشگاه فوتبال الوصل امارات اشاره کرد.